# Зајечарски управни округ
Зајечарски управни округ се налази у источном делу Републике Србије. Према попису из 2022. године у округу је живело 96.715 становника (према попису из 2011. било је 119.967 становника). Седиште округа је град Зајечар.

## Територијална организација
Зајечарски управни округ чини један град и три општине:
| Грб                                   | Општина/град | Седиште  | Површина () | Становништво (2022) | Број насеља |
| ------------------------------------- | ------------ | -------- | ----------- | ------------------- | ----------- |
|                                       | Зајечар      | Зајечар  | 1.069       | 47.991              | 42          |
|                                       | Бољевац      | Бољевац  | 828         | 10.184              | 20          |
|                                       | Књажевац     | Књажевац | 1.202       | 25.341              | 86          |
|                                       | Сокобања     | Сокобања | 525         | 13.199              | 25          |
| Извор: Републички завод за статистику |              |          |             |                     |             |

## Култура и привреда
Феликс Ромулијана (Галеријева палата) у Гамзиграду, била је престоница римског императора Гаја Галерија Валерија Максимилијана, с краја III и почетком IV века. Гамзиград се на основу откривеног материјала сврстава у ред најрепрезентативнијих римских градова на Балкану. Ту је пронађена бројна историјска грађа (накит, новац, алатке, оружје) као сведочанство о великој цивилизацији на овим просторима.
Привредни развој града Зајечара кретао се од занатске и полуиндустријске прераде пољопривредних производа и експлоатације угљеног богатства.

## Демографија
| Етнички састав према попису из 2022.‍ | Етнички састав према попису из 2022.‍ | Етнички састав према попису из 2022.‍ | Етнички састав према попису из 2022.‍ | Етнички састав према попису из 2022.‍ |
| ------------------------------------ | ------------------------------------ | ------------------------------------ | ------------------------------------ | ------------------------------------ |
|                                      |                                      |                                      |                                      |                                      |
| Срби                                 | Срби                                 |                                      | 84.458                               | 87,33%                               |
| Власи                                | Власи                                |                                      | 3.146                                | 3,25%                                |
| Роми                                 | Роми                                 |                                      | 1.716                                | 1,77%                                |
| Румуни                               | Румуни                               |                                      | 322                                  | 0,33%                                |
| Југословени                          | Југословени                          |                                      | 204                                  | 0,21%                                |
| Бугари                               | Бугари                               |                                      | 173                                  | 0,18%                                |
| Македонци                            | Македонци                            |                                      | 148                                  | 0,15%                                |
| Хрвати                               | Хрвати                               |                                      | 76                                   | 0,08%                                |
| Црногорци                            | Црногорци                            |                                      | 72                                   | 0,07%                                |
| Остали                               | Остали                               |                                      | 513                                  | 0,53%                                |
| Регионално                           | Регионално                           |                                      | 36                                   | 0,04%                                |
| Неизјашњени                          | Неизјашњени                          |                                      | 1.829                                | 1,89%                                |
| Непознато                            | Непознато                            |                                      | 4.022                                | 4,16%                                |